# Спортивна гімнастика на літніх Олімпійських іграх 2020 — кінь (чоловіки)
Змагання зі спортивної гімнастики на коні серед чоловіків на літніх Олімпійських іграх 2020 відбудуться 1 серпня 2021 року в Гімнастичному центрі Аріаке. 

## Передісторія
Це буде 25-та поява цієї дисципліни на Олімпійських іграх. Її проводили щоразу, коли були змагання в окремих вправах. Їх не було в 1900, 1908, 1912 і 1920 роках.

## Формат змагань
Гімнасти, що посіли перші 8 місць у цій вправі у кваліфікаційному раунді (але щонайбільше 2 від НОК) виходять до фіналу. У фіналі гімнаст знову має виконати вправу на коні, а оцінки кваліфікаційного раунду не враховуються.

## Розклад
Змагання відбуваються впродовж двох окремих днів.
Вказано Японський стандартний час (UTC+9)
| Дата                  | Час               | Раунд                 |
| --------------------- | ----------------- | --------------------- |
| Субота, 24 липня 2021 | 10:00 14:30 19:30 | Кваліфікаційний раунд |
| Неділя, 1 серпня 2021 | 17:00             | Фінал                 |

## Результати

### Кваліфікація
| Місце | Гімнаст                    | Країна                           | Оц. скл. | Оц. вик. | Штр. | Загалом | Qual.     |
| ----- | -------------------------- | -------------------------------- | -------- | -------- | ---- | ------- | --------- |
| 1     | Лі Чхіхкай                 | Китайський Тайбей (TPE)          | 6.4      | 8.866    |      | 15.266  | Q         |
| 2     | Ріс Мак-Кленаган           | Ірландія (IRL)                   | 6.5      | 8.766    |      | 15.266  | Q         |
| 2     | Кохей Камеяма              | Японія (JPN)                     | 6.5      | 8.766    |      | 15.266  | Q         |
| 4     | Алек Йодер                 | США (USA)                        | 6.4      | 8.800    |      | 15.200  | Q         |
| 5     | Макс Вітлок                | Велика Британія (GBR)            | 6.8      | 8.100    |      | 14.900  | Q         |
| 6     | Сун Вей                    | Китай (CHN)                      | 6.3      | 8.533    |      | 14.833  | Q         |
| 7     | Казума Кая                 | Японія (JPN)                     | 6.4      | 8.433    |      | 14.833  | Q         |
| 8     | Дайкі Гашимото             | Японія (JPN)                     | 6.5      | 8.266    |      | 14.766  | 2 від NOC |
| 9     | Белявський Давид Сагітович | Олімпійський комітет Росії (ROC) | 6.4      | 8.333    |      | 14.733  | Q         |
| 10    | Матвій Петров              | Албанія (ALB)                    | 6.5      | 8.233    |      | 14.733  | R1        |
| 11    | Джо Фрейзер                | Велика Британія (GBR)            | 6.3      | 8.366    |      | 14.666  | R2        |
| 12    | Цзоу Цзиньюань             | Китай (CHN)                      | 5.9      | 8.700    |      | 14.600  | R3        |

### Фінал
| Місце | Гімнаст                          | Оц. скл. | Оц. вик. | Штр. | Загалом |
| ----- | -------------------------------- | -------- | -------- | ---- | ------- |
| 1     | Макс Вітлок (GBR)                | 7.0      | 8.583    |      | 15.583  |
| 2     | Лі Чхіхкай (TPE)                 | 6.7      | 8.700    |      | 15.400  |
| 3     | Казума Кая (JPN)                 | 6.6      | 8.300    |      | 14.900  |
| 4     | Белявський Давид Сагітович (ROC) | 6.4      | 8.433    |      | 14.833  |
| 5     | Кохей Камеяма (JPN)              | 6.8      | 7.800    |      | 14.600  |
| 6     | Алек Йодер (USA)                 | 6.4      | 8.166    |      | 14.566  |
| 7     | Ріс Мак-Кленаган (IRL)           | 6.4      | 6.700    |      | 13.100  |
| 8     | Сун Вей (CHN)                    | 6.3      | 6.766    |      | 13.066  |